# Uluborlu
Uluborlu é uma cidade na província de Isparta, na região mediterrânea da Turquia . É a sede do distrito de Senirkent  e possui uma população de 5.635 (2022).  Uluborlu foi identificada como a antiga cidade de Sozópolis.  

## História
Ao longo da história, Uluborlu esteve na encruzilhada militar e comercial da Ásia Menor, o que moldou o seu carácter. O povoado é conhecido desde os tempos pré-históricos e era chamado de "Sozópolis" ou "Apolónia". Nos primórdios da história, fazia parte da Frígia.
Caiu para Alexandre, o Grande na década de 330 a.C. Após a morte de Alexandre, passou para o braço asiático do Império Selêucida e, depois, para o reino Atálida (188–133 a.C.) durante 130 anos. Posteriormente, foi cedida aos romanos e passou a fazer parte da província desde a Ásia até à divisão do Império Romano em 395 d.C. Sozópolis permaneceu então parte do Império Bizantino até 1074, quando passou para as mãos dos Turcos Seljúcidas, embora tenha regressado brevemente ao controlo bizantino nos anos de 1119-1120. Em 1403, Timur tomou a cidade e os seus homens foram mortos como retribuição pela sua defesa da cidade, enquanto as mulheres e crianças foram levadas cativas.
Durante o período otomano dos séculos século XVI, Uluborlu prosperou e apoiou a nova dinastia. Hamid Sanjak realizou o primeiro censo de Uluborlu em 1831. Em 1911, Uluborlu sofreu um grande incêndio. Em 1963, foi estabelecido o município de Uluborlu.